# All Night Cinema
All Night Cinema — третий студийный альбом британского музыканта Just Jack, выпущенный 31 августа 2009 года. Альбом занял 22-ю позицию в UK Albums Chart.
Первый сингл с альбома, Embers, был выпущен в марте 2009 года и достиг 17-й позиции в UK Singles Chart. Следующим стал The Day I Died, выпущенный 17 августа, который достиг 11-й позиции.

## Рецензии музыкальной критики
Джаст Джек поет и говорит так, будто читает вслух вечернюю газету в пабе, где все давно друг друга знают; он ненавязчиво каламбурит, вежливо матерится, рассказывает иронические истории о любви; он заигрывает с модным звуком и то и дело замахивается на всамделишные хиты (самая громкая и цепкая вещь называется «Doctor Doctor»). Слышно, что этот альбом сочинен взрослым человеком, которому ничего никому не хочется доказывать — но приходится, и делает он это по-хорошему лениво, красиво потягиваясь..
 — пишет Александр Горбачёв в журнале Афиша

## Список композиций[2]
1. «Embers» — 3:26
2. «253» — 3:59
3. «The Day I Died» — 3:35
4. «Doctor Doctor» — 3:34
5. «So Wrong» — 3:19
6. «Blood» — 3:35
7. «All Night Cinema» — 5:06
8. «Astronaut» 3:44
9. «Goth in the Disco» — 3:55
10. «Lo and Behold» — 2:51
11. «Basement» — 4:17